# Таски, Сердар
Се́рдар Та́ски (нем. Serdar Tasci, тур. Serdar Taşçı, МФА: /ˈserdær ˈtæʃtʃɯ/; род. 24 апреля 1987[…], Эсслинген-на-Неккаре, Баден-Вюртемберг) — немецкий футболист, центральный защитник.
Таски является воспитанником «Штутгарта», в сезоне 2006/07 дебютировал в основной команде и сразу же стал чемпионом Германии. После массовой распродажи игроков чемпионского состава смог закрепиться в основе «швабов», проведя здесь семь полноценных сезонов. Чемпион Германии в сезонах 2006/07 и 2015/16. В 2013 году перебрался в «Спартак» за 2 миллиона евро. Во второй половине сезона 2015/16 вернулся в Германию на правах аренды, проведя несколько матчей за «Баварию».
На счету Таски 14 матчей в составе национальной сборной Германии, в 2010 году выиграл с командой бронзовые медали чемпионата мира 2010 года в ЮАР, отыграв всего две минуты в поединке за третье место против Уругвая.

## Биография
Сердар Таски родился 24 апреля 1987 года в немецком городе Эслинген-ам-Неккар в семье турецких переселенцев. В шестилетнем возрасте оказался в детской команде «Альтбах», затем перебрался в «Штутгартер Киккерс», а оттуда попал в главный клуб швабии «Штутгарт». Проведя в академии «швабов» шесть лет, Таски был включён в заявку основной команды на сезон 2005/06, но на поле так и не вышел, отыграв 30 матчей во второй команде.

## Клубная карьера

### «Штутгарт»

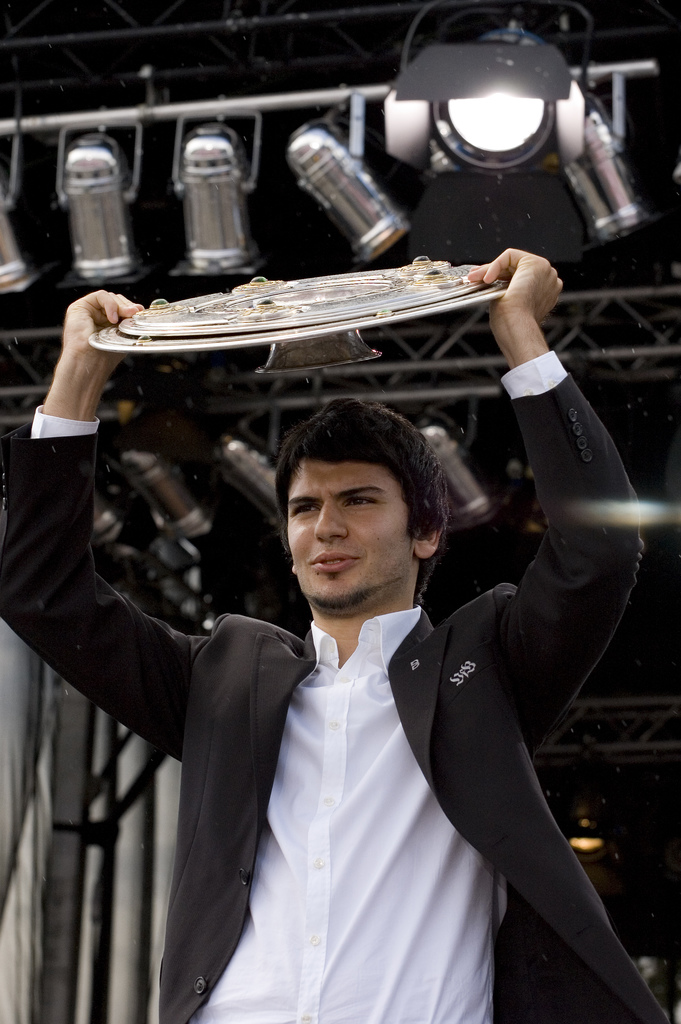
Таски празднует чемпионство со «Штутгартом»

20 августа 2006 года в матче против «Арминии» Таски дебютировал в Бундеслиге, заменив во втором тайме Йон-Даль Томассона. 26 августа в поединке против дортмундской «Боруссии» Сердар впервые вышел в основе. В этом же матче он забил свой первый гол за «Штутгарт». В дебютном сезоне провёл 26 матчей и забил 2 гола, выиграл Бундеслигу и дошёл с клубом до финала Кубка Германии. 19 сентября 2007 года в матче против шотландского «Рейнджерс» Сердар дебютировал в Лиге чемпионов. Менеджер «швабов» Армин Фе видел в нём основного защитника команды, однако из-за постоянных травм Таски сыграл лишь в 21 матче во всех турнирах. В сезоне 2008/09 образовал пару центральных защитников с Халидом Буларозом и сыграл в 40 матчах. Последние встречи Сердар доигрывал на уколах, а после окончания сезона ему срочно потребовалась операция на колене.
29 августа 2009 года Такси подписал новый пятилетний контракт со «Штутгартом», в котором была прописана сумма отступных в размере 15 миллионов евро. Он также был назначен вице-капитаном команды и несколько раз выходил на поле с капитанской повязкой. По ходу сезона получил повреждение проводящего сухожилия, однако сумел быстро восстановиться и сыграл в общей сложности в 27 матчах. После окончания этого сезона Таски впервые задумался об уходе из команды. Им интересовались «Гамбург», «Тоттенхэм» и «Ювентус», однако официального предложения так и не последовало. В начале осени 2010 года он получил уже традиционную травму — на этот раз сильный ушиб бедренной кости.
После этого сезона карьера Сердара в «Штутгарте» начала близиться к своему логическому завершению. Он в очередной раз не был назначен капитаном команды, из-за чего начал конфликтовать с тренерским штабом. Таски по-прежнему связывали с европейскими грандами: «Барселоной», «Миланом» и «Манчестер Сити», но потенциальные претенденты не торопились выкупать контракт футболиста. В сезоне 2012/13 он получил ещё несколько незначительных повреждений, вышел с командой в финал Кубка Германии и чудом смог избежать вылета во Вторую Бундеслигу. В дебютном матче сезона 2013/14 защитник порвал боковой мениск, вылетев на неопределённый срок.

### «Спартак» Москва

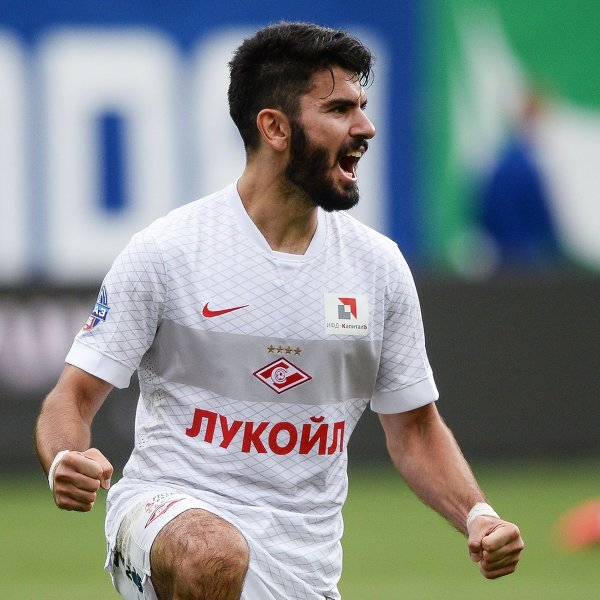
Таски в игре против московского ЦСКА в августе 2014 года

В конце августа 2013 года перешёл в московский «Спартак». «Спартак» заплатил € 4 млн за переход футболиста. Изначально планировалось, что Таски сможет восстановиться до конца сентября и вольётся в ряды спартаковцев до окончания первой части чемпионата. 1 сентября защитник официально попрощался со «Штутгартом» и прибыл в Москву, где приступил к индивидуальным тренировкам. У Сердара была незалеченная травма, поэтому выйти на поле в 2013 году ему так и не удалось. Вскоре стало понятно, что Таски не сможет вернуться на поле без хирургического вмешательства. 22 октября он был прооперирован в Италии и приступил к длительному курсу восстановления. 17 марта 2014 года в матче против «Анжи» он дебютировал за новый клуб. Дебют был омрачён результативной ошибкой Сердара. В апреле интерес к нему проявляли турецкие «Фенербахче» и «Бешикташ». До конца сезона сыграл ещё в четырёх матчах, а после прихода в команду Мурата Якина закрепился в стартовом составе. 2 ноября в матче против краснодарской «Кубани» Сердар забил свой первый гол за «Спартак». В сезоне 2014/15 сыграл в 22 матчах из 30 возможных.
Перед сезоном 2015/16 «Спартак» возглавил Дмитрий Аленичев, который рассматривал немца в качестве основного центрального защитника. Из первых 18 матчей чемпионата России 2015/16 Сердар сыграл в 16 (один матч он пропустил из-за перебора жёлтых карточек). В большинстве матчей пару с Таски в центре обороны составлял Сальваторе Боккетти. Однако «Спартак» очень много пропускал (23 гола) и под напором критики главный тренер был вынужден провести некоторые перестановки. Во второй половине сезона Таски уже не играл, а его команда смогла выдать сильную концовку и выбралась в еврокубки. Немца же российские СМИ начали связывать Сердара с турецкими командами: «Трабзонспором», «Галатасараем», «Бешикташом», а также немецким «Шальке».

#### Аренда в «Баварию»
1 февраля 2016 года Таски перешёл на правах аренды до конца сезона 2015/16 в мюнхенскую «Баварию» за 2,5 млн евро. Опция выкупа футболиста в конце сезона — 10 млн евро. В мюнхенском клубе Сердар должен был подменить травмированных Жерома Боатенга и Хави Мартинеса. 20 февраля того же года немец дебютировал за новый клуб в матче Бундеслиги против «Дармштадта» (3:1). Однако Таски не смог закрепиться в старте «Баварии» и проведя всего три матча во всех турнирах, он вернулся в расположение «Спартака».
Летом 2016 года Сердара вновь связывали с «Трабзонспором», но защитник остался в составе «красно-белых». В сезоне 2016/17 Таски сыграл 18 матчей в чемпионате России и помог клубу стать чемпионом страны.
В сезоне 2017/18 сыграл 14 матчей в чемпионате России, 5 матчей в Лиге чемпионов («Спартак» занял третье место в группе, одержав 1 победу в 6 матчах) и 2 матча в Лиге Европы.
30 июня 2018 года покинул «Спартак» свободным агентом. Всего за 5 сезонов Таски сыграл за «Спартак» 85 матчей (в том числе 74 в чемпионате России), в которых забил 3 мяча.

### «Истанбул Башакшехир»
5 января 2019 года «Истанбул Башакшехир» объявил о подписании контракта на 1,5 года. 20 июня 2019 года контракт Таски с турецким клубом был расторгнут.

## Карьера в сборной
Таски мог выступать в составе сборной Турции и Германии. Играя за вторую команду «Штутгарта», он принял предложение юношеской сборной Германии, в которой провёл три матча. 6 февраля 2006 года он дебютировал в молодёжной сборной Германии в матче против Шотландии (2:0).
20 августа 2008 года в товарищеском матче против сборной Бельгии Таски дебютировал за сборную Германии.
В 2010 году Сердар в составе национальной команды завоевал бронзовые медали чемпионата мира в ЮАР. На турнире он сыграл всего две минуты в концовке матча за третье место против сборной Уругвая, заменив ещё одного немца турецкого происхождения Месута Озила. После турнира ещё некоторое время вызывался в сборную, но в официальных встречах не играл.

## Достижения
Командные
«Штутгарт»
- Чемпион Германии: 2006/07

«Бавария»
- Чемпион Германии: 2015/16
- Обладатель Кубка Германии: 2015/16

«Спартак» (Москва)
- Чемпион России: 2016/17
- Бронзовый призёр чемпионата России: 2017/18
- Обладатель Суперкубка России: 2017

«Истанбул Башакшехир»
- Серебряный призёр чемпионата Турции: 2018/2019

Германия
- Бронзовый призёр чемпионата мира: 2010

Индивидуальные
- Лауреат национальной премии РФС «33 лучших игрока сезона»: 2016/17 (№ 3)[42].

## Статистика

### Клубная
| Выступление         | Выступление      | Выступление      | Лига | Лига | Кубки | Кубки | Еврокубки | Еврокубки | Итого | Итого |
| Клуб                | Лига             | Сезон            | Игры | Голы | Игры  | Голы  | Игры      | Голы      | Игры  | Голы  |
| ------------------- | ---------------- | ---------------- | ---- | ---- | ----- | ----- | --------- | --------- | ----- | ----- |
| Штутгарт II         | Регионаллига     | 2005/06          | 30   | 1    | 0     | 0     | —         | —         | 30    | 1     |
| Штутгарт II         | Итого            | Итого            | 30   | 1    | 0     | 0     | 0         | 0         | 30    | 1     |
| Штутгарт            | Бундеслига       | 2006/07          | 26   | 2    | 5     | 0     | 0         | 0         | 31    | 2     |
| Штутгарт            | Бундеслига       | 2007/08          | 21   | 1    | 2     | 0     | 6         | 0         | 29    | 1     |
| Штутгарт            | Бундеслига       | 2008/09          | 27   | 1    | 3     | 0     | 10        | 1         | 40    | 2     |
| Штутгарт            | Бундеслига       | 2009/10          | 27   | 2    | 3     | 0     | 8         | 1         | 38    | 3     |
| Штутгарт            | Бундеслига       | 2010/11          | 26   | 0    | 2     | 0     | 4         | 1         | 32    | 1     |
| Штутгарт            | Бундеслига       | 2011/12          | 28   | 3    | 2     | 0     | 0         | 0         | 30    | 3     |
| Штутгарт            | Бундеслига       | 2012/13          | 25   | 0    | 4     | 0     | 10        | 1         | 39    | 1     |
| Штутгарт            | Бундеслига       | 2013/14          | 1    | 0    | 0     | 0     | 2         | 0         | 3     | 0     |
| Штутгарт            | Итого            | Итого            | 181  | 9    | 21    | 0     | 40        | 4         | 242   | 13    |
| Спартак (Москва)    | Премьер-лига     | 2013/14          | 4    | 0    | 0     | 0     | 0         | 0         | 4     | 0     |
| Спартак (Москва)    | Премьер-лига     | 2014/15          | 22   | 1    | 1     | 0     | 0         | 0         | 23    | 1     |
| Спартак (Москва)    | Премьер-лига     | 2015/16          | 16   | 1    | 1     | 1     | 0         | 0         | 17    | 2     |
| Спартак (Москва)    | Премьер-лига     | 2016/17          | 18   | 0    | 1     | 0     | 0         | 0         | 19    | 0     |
| Спартак (Москва)    | Премьер-лига     | 2017/18          | 14   | 0    | 1     | 0     | 7         | 0         | 22    | 0     |
| Спартак (Москва)    | Итого            | Итого            | 74   | 2    | 4     | 1     | 7         | 0         | 85    | 3     |
| → Бавария           | Бундеслига       | 2015/16          | 3    | 0    | 0     | 0     | 0         | 0         | 3     | 0     |
| → Бавария           | Итого            | Итого            | 3    | 0    | 0     | 0     | 0         | 0         | 3     | 0     |
| Истанбул Башакшехир | Суперлига        | 2018/19          | 4    | 0    | 1     | 0     | 0         | 0         | 5     | 0     |
| Истанбул Башакшехир | Итого            | Итого            | 4    | 0    | 1     | 0     | 0         | 0         | 5     | 0     |
| Всего за карьеру    | Всего за карьеру | Всего за карьеру | 292  | 12   | 26    | 1     | 47        | 4         | 365   | 17    |

### Сборная
| Германия         | Год              | Отборочные матчи ЧМ | Отборочные матчи ЧМ | Финальные матчи ЧМ | Финальные матчи ЧМ | Товарищеские матчи | Товарищеские матчи | Всего | Всего |
| Германия         | Год              | Игры                | Голы                | Игры               | Голы               | Игры               | Голы               | Игры  | Голы  |
| ---------------- | ---------------- | ------------------- | ------------------- | ------------------ | ------------------ | ------------------ | ------------------ | ----- | ----- |
| Германия         | 2008             | 2                   | 0                   | 0                  | 0                  | 2                  | 0                  | 4     | 0     |
| Германия         | 2009             | 3                   | 0                   | 0                  | 0                  | 2                  | 0                  | 5     | 0     |
| Германия         | 2010             | 0                   | 0                   | 1                  | 0                  | 4                  | 0                  | 5     | 0     |
| Всего за карьеру | Всего за карьеру | 5                   | 0                   | 1                  | 0                  | 8                  | 0                  | 14    | 0     |

| Матчи Таски за сборную Германии | Матчи Таски за сборную Германии | Матчи Таски за сборную Германии | Матчи Таски за сборную Германии | Матчи Таски за сборную Германии | Матчи Таски за сборную Германии |
| №                               | Дата                            | Оппонент                        | Счёт                            | Голы Таски                      | Турнир                          |
| ------------------------------- | ------------------------------- | ------------------------------- | ------------------------------- | ------------------------------- | ------------------------------- |
| 1                               | 20 августа 2008                 | Бельгия                         | 2:0                             | -                               | Товарищеский матч               |
| 2                               | 6 сентября 2008                 | Лихтенштейн                     | 6:0                             | -                               | Отборочные матчи ЧМ-2010        |
| 3                               | 10 сентября 2008                | Финляндия                       | 3:3                             | -                               | Отборочные матчи ЧМ-2010        |
| 4                               | 19 ноября 2008                  | Англия                          | 1:2                             | -                               | Товарищеский матч               |
| 5                               | 11 февраля 2009                 | Норвегия                        | 0:1                             | -                               | Товарищеский матч               |
| 6                               | 28 марта 2009                   | Лихтенштейн                     | 4:0                             | -                               | Отборочные матчи ЧМ-2010        |
| 7                               | 1 апреля 2009                   | Уэльс                           | 2:0                             | -                               | Отборочные матчи ЧМ-2010        |
| 8                               | 12 августа 2009                 | Азербайджан                     | 2:0                             | -                               | Отборочные матчи ЧМ-2010        |
| 9                               | 5 сентября 2009                 | ЮАР                             | 2:0                             | -                               | Товарищеский матч               |
| 10                              | 3 марта 2010                    | Аргентина                       | 0:1                             | -                               | Товарищеский матч               |
| 11                              | 13 мая 2010                     | Мальта                          | 3:0                             | -                               | Товарищеский матч               |
| 12                              | 3 июня 2010                     | Босния и Герцеговина            | 3:1                             | -                               | Товарищеский матч               |
| 13                              | 10 июля 2010                    | Уругвай                         | 3:2                             | -                               | за 3-е место ЧМ-2010            |
| 14                              | 11 августа 2010                 | Дания                           | 2:2                             | -                               | Товарищеский матч               |

Итого: 14 матчей / 0 голов; 9 побед, 2 ничьи, 3 поражения.